# María de Bohórquez
María de Bohórquez (Sevilla, ca. 1533 - Sevilla, 24 de septiembre de 1559) fue una mártir protestante quemada en la hoguera en el Prado de San Sebastián por la Inquisición española junto con Isabel de Baena.

## Proceso inquisitorial
Bohorquez estudió con el doctor Egidio, conocía perfectamente el latín, medianamente el griego, tenía muchos libros luteranos y se sabía de memoria la Sagrada Escritura, sobre todo los libros del Nuevo Testamento relativos a cuestiones como la justificación, las buenas obras, los sacramentos o los rasgos distintivos de la verdadera Iglesia.
Poco antes de cumplir 21 años, fue encarcelada acusada de luteranismo. En un primer momento, declaró que sus creencias eran católicas (no heréticas) y que, por tanto, no debían ser condenadas, sino más bien imitadas. En cuanto a los testigos, dio por válidos a aquellos que consideraba verdaderos, o recordó que lo eran, a la vez que rechazó a otros, porque los juzgaba falsos o equivocados, porque no se acordaba de ellos o porque, por tratarse de correligionarios, no quería delatarlos.
Fue condenada a relajación, es decir, a ser ejecutada por la Justicia ordinaria. Pero como hasta la víspera del auto no se le comunicaba al reo que se dispusiera a morir, los inquisidores de Sevilla acordaron que, entretanto, se intentara convertirla, lo que muy probablemente evitaría su muerte. Para ello, se requirió la presencia sucesiva de dos dominicos y dos jesuitas, quienes, al parecer, salieron admirados de sus conocimientos, a la vez que de la contundencia con que refutaba, una tras otra, sus interpretaciones de los textos bíblicos. La víspera del auto (23 de septiembre) concurrieron dos nuevos dominicos y otros miembros de distintas órdenes religiosas, y aunque trató a todos con agrado y cortesía, les dijo que, por mucho que desearan su salvación (nunca tanto como ella misma), no iba a retractarse de sus creencias, menos ahora que ningún teólogo «papista», de los muchos que la habían visitado, había sido capaz de hacerla dudar (aunque fuera mínimamente) ni de uno solo de sus supuestos errores.
En el mismo momento de la ejecución, Juan Ponce de León [que se había retractado durante el juicio] le dijo que no confiara tanto en las doctrinas de fray Casiodoro, a lo que ella, tras tacharlo de «ignorante», «idiota» y «palabrero», añadió que no era hora de perder el tiempo en discusiones, sino de meditar sobre la pasión y muerte del Redentor para avivar más y más la fe que justifica y salva.
Según las mismas fuentes, muchos de los asistentes al auto (especialmente frailes y clérigos), compadecidos de su extrema juventud, manifestaron su deseo de que no fuese quemada viva, conformándose con que, para ello, recitara el Credo. Así lo hizo y aunque comenzó a continuación a explicar las enseñanzas de la Iglesia católica, desde un punto de vista luterano, sobre el juicio de vivos y muertos, «murió agarrotada, y no en el fuego, el cual consumió luego su cadáver».
María fue una joven sevillana condenada en los autos de fe celebrados en la ciudad hispalense en 1559, por profesar y difundir la doctrina protestante (lo que se denominaba entonces “herejía dogmatizante”). Su denodada defensa de la libertad de conciencia asombró incluso a los experimentados secretarios inquisitoriales, quienes dejaron constancia documental de la ardiente y profunda argumentación teológica de la que esta muchacha, de tan sólo 24 años, era capaz. También constataron su fracaso, como confesores de la Inquisición, en conseguir de la rea una abjuración in extremis, a pesar del rigor de la presión que, siempre según los documentos de la propia institución inquisitorial, había sido ejercida contra ella.

## Eco en la ficción
La novela Cornelia Bororquia. Historia verdadera de la Judith española de Luis Gutiérrez, escrita alrededor de 1799, se basa en un tratamiento muy libre de las vidas de María de Bohórquez y de María Coronel combinadas en una persona ficticia.
- Luis Gutiérrez: Cornelia Bororquia o La víctima de la Inquisición, Ediciones Cátedra, sáb., primera edición (30 de junio de 2005), ISBN 8437622522